# Sint-Jozefskerk (Edixvelde)

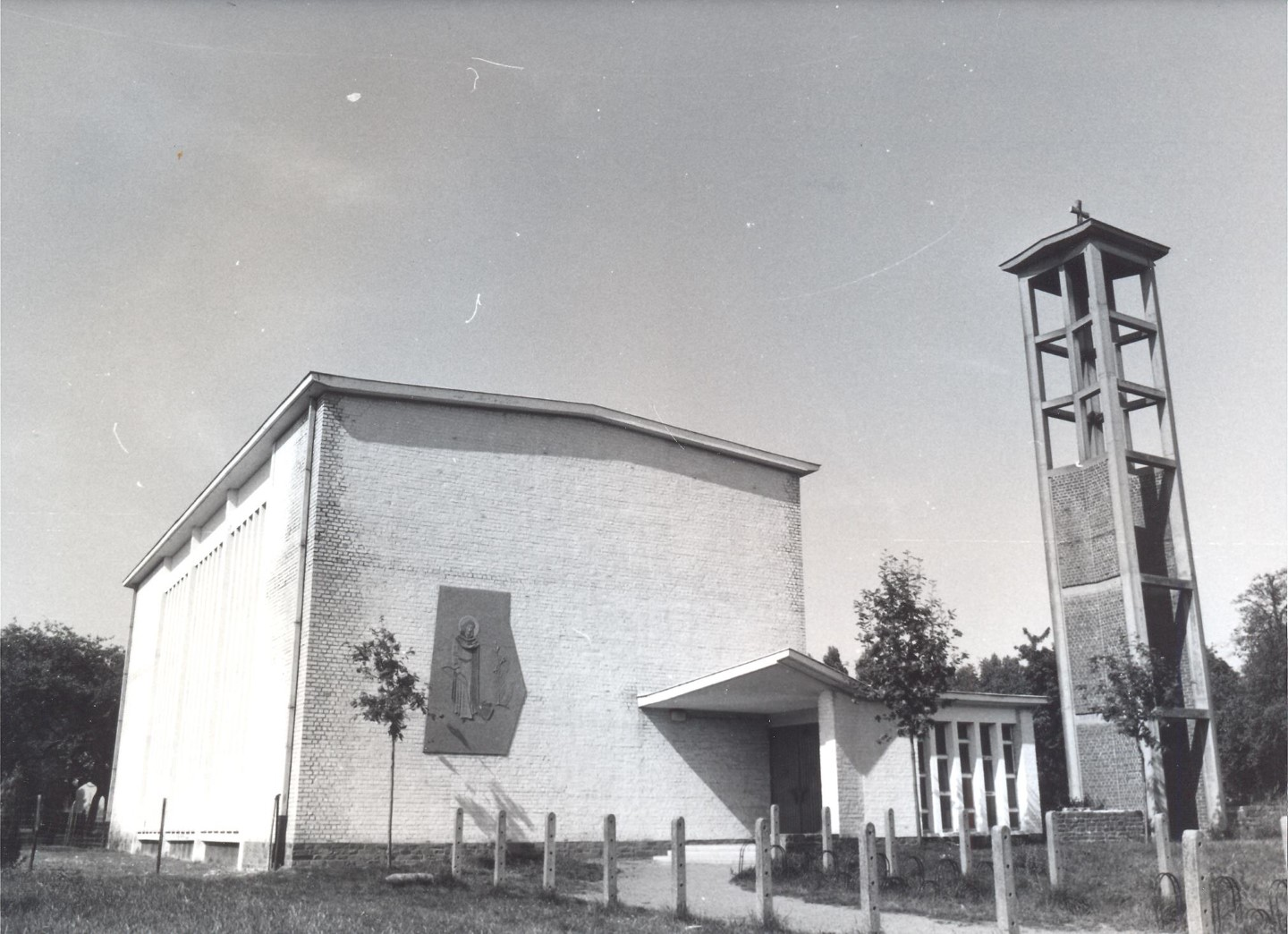
Sint-Jozefskerk

De Sint-Jozefskerk is de voormalige parochiekerk van de tot de Oost-Vlaamse gemeente Aalst behorende plaats Edixvelde, gelegen aan Edixvelde 50A.
Deze kerk werd in 1960-1961 gebouwd naar ontwerp van Georges De Cloed. In 1982 werden drie klokken aangebracht. Het betreft een hoge zaalkerk met zeer vlak zadeldak en een losstaande open klokkentoren in betonskeletbouw. De ingangspartij heeft een hoge luifel en op de wand bij de ingang bevindt zich een kunstwerk, Sint-Jozef voorstellende. De kerk had 200 zitplaatsen.
Omstreeks 2020 werd de kerk aan de eredienst onttrokken en in 2021 werd hij de koop gezet.